# Cortometraggi LEGO Marvel
I cortometraggi LEGO Marvel sono una serie di corti animati basati su personaggi Marvel Comics. Il primo corto, Sovralimentazione massima, risale al 2013. Al 2022 sono usciti in tutto 8 cortometraggi, della durata di 22 minuti. I filmati sono stati distribuiti su Disney XD, Disney+ e YouTube. I primi quattro corti, raccolti sotto il nome di LEGO Marvel Super Heroes e frutto di una coproduzione tra LEGO, Arc Productions e Marvel Entertainment, sono disponibili in italiano assieme al quinto sul canale YouTube ufficiale Marvel HQ. I restanti sono ancora inediti in italiano.

## Sovralimentazione massima
LEGO Marvel Super Heroes: Sovralimentazione massima (in originale Lego Marvel Super Heroes: Maximum Overload), noto anche come LEGO Supereroi Marvel: Sovraccarico Massimo, è il primo cortometraggio LEGO Marvel, basato sui personaggi apparsi nei videogiochi LEGO Marvel Super Heroes e LEGO Marvel's Avengers.
È stato presentato in anteprima online in cinque parti (Un volto di pericolo!, Massacro al 23º piano!, L'odioso Mandarino!, Operazione Doofus Drop! e Assalto, fuori Asgard!) il 5 novembre 2013 sul canale YouTube Disney e dal 6 dicembre 2013 al 29 gennaio 2014 dal canale della LEGO. Il 6 ottobre 2017 è stato distribuito per intero sul canale YouTube Marvel HQ (dandogli come sottotitolo Avengers Fight Super Villains!) e il 25 ottobre sempre sullo stesso canale è stato re-distribuito ad episodi con nuovi titoli (Loki Takes the Throne!, Venom's Hungry!, Mandarin Teaches Iron Man a Lesson!, Hulk vs. Abomination! e Spidey Gets Angsty!). Il corto è disponibile in Italia su Netflix e Prime Video e dal 6 al 10 dicembre 2021 il canale YouTube LEGO ha pubblicato gli episodi in italiano.
La regia è di Greg Richardson, con sceneggiatura di Matt Wayne, musiche di Asher Lenz e Stephen Skratt, storyboard di Mark Anthony, Myke Bakich, Richard Chen, Ian Cherry, Balaji Santhanam e Eric Stinnissen e montaggio di Jeremy Montgomery. Come art director figura Andy Ng, mentre hanno lavorato al corto come animatori Dianna Basso, Jordan Benning, Garfie James, Heather Salogaev e Jeffrey J. Ullman. Il produttore del corto è Tony Matthews, mentre i produttori esecutivi sono Dan Buckley, Alan Fine, Stephen Gallop, Kallan Kagan, Jeph Loeb, Keith Malone, Joe Quesada e Jill Wilfert. Figurano come co-produttori esecutivi Cort Lane e Stan Lee.

### Cast
- Laura Bailey: Vedova Nera
- Dee Bradley Baker: Venom, Chitauri
- Troy Baker: Loki
- Drake Bell: Spider-Man
- Steve Blum: Wolverine
- Greg Cipes: Pugno d'acciaio
- Grey DeLisle: Pepper Potts
- Barry Dennen:  Mandarino
- Robin Atkin Downes: Abominio
- Tom Kenny: Dottor Octopus
- Stan Lee: Venditore di Hot Dog
- Tony Matthews: Jogger
- Chi McBride: Nick Fury, Teschio Rosso
- Adrian Pasdar: Iron Man
- Bumper Robinson: Falcon, Sentinella dello S.H.I.E.L.D.
- J.K. Simmons: J. Jonah Jameson
- Roger Craig Smith: Captain America
- Fred Tatasciore: Hulk, Sentinella dello S.H.I.E.L.D.
- Travis Willingham: Thor

### Cast italiano
- Marcella Silvestri: Vedova Nera
- Lorenzo Scattorin: Loki
- Massimo Di Benedetto: Spider-Man
- Gianluca Iacono: Wolverine
- Luca Ghignone: Pugno d'acciaio
- Jenny De Cesarei: Pepper Potts
- Mario Scarabelli: Mandarino
- Marco Balzarotti: Abominio, Captain America
- Claudio Ridolfo: Dottor Octopus
- Giovanni Battezzato: Venditore di Hot Dog
- Massimiliano Lotti: Nick Fury
- Claudio Moneta: Iron Man
- Gianmarco Ceconi: Falcon
- Marco Pagani: J. Jonah Jameson
- Pietro Ubaldi: Hulk
- Marco Balbi: Thor

### Trama
Il malizioso Loki sfida ancora una volta i Marvel Super Heroes. Ma questa volta, ha lanciato degli incantesimi con la Norn Frost (una palla di neve) che "sovralimenta" i nemici.
Il Dottor Octopus fa irruzione in una base segreta dello S.H.I.E.L.D. nel New Jersey, per ottenere il missile Mega distruzione. Usando la Norn Frost, portato dal suo servitore Chitauri, Loki "sovralimenta" il Dottor Octopus. A Manhattan, Nick Fury contatta Spider-Man per sconfiggere il Dottor Octopus. Prima che Dottor Octopus possa usare il missile Mega distruzione sugli agenti dello S.H.I.E.L.D. che erano rimasti intrappolati, arriva Spider-Man e inganna il Dottor Octopus facendolo cadere su un generatore di energia nelle vicinanze, che gli causa una grande scossa. La mattina dopo, Spider-Man riporta il Dottor Octopus legato a Manhattan in un camion, dopo aver finito il fluido ragnatela sul Garden State Parkway. Nick Fury si occupa del Dottor Octopus rinchiudendolo in prigione, mentre Spider-Man torna nel Queens, a New York. Loki non contento che il suo "sovraccarico" sul Dottor Octopus sia stato sconfitto, giura che non è finita.
Qualche tempo dopo, vengono mostrati vari articoli sui "Sovralimentati" come quello di Teschio Rosso, Wizard e Goblin. J. Jonah Jameson che sta presentando le notizie accusa Spider-Man di essere responsabile di tutto questo. Loki usa per l'ennesima volta il Norn Frost su Venom. Venom è vicino allo stand di un venditore di Hot Dog e viene "sovraccaricato" mentre Loki gli ordina di attaccare e distruggere Spider-Man. Mentre combattono entrano nel Daily Bugle con grande disappunto di J. Jonah Jameson. Spider-Man riesce a sconfiggere Venom, quando riesce a portare uno dei suoi vittici nella macchina Linotype e rimane schiacciato su un mucchio di giornali. Il corpo di Venom viene portato via da Nick Fury, Capitan America e Wolverine. Mentre Spider-Man si allontana dal Daily Bugle, Jameson si lamenta della sua redazione distrutta mentre promette di vendicarsi di Spider-Man per questo. Spider-Man esaurisce il fluido ragnatela e cade in un cassonetto lasciandolo di nuovo a camminare fino al Queens.
Mentre rimprovera il suo scagnozzo Chitauri per essersi seduto sulla sua sedia, Loki vede un elicottero che trasporta il Mandarino, che vola alla villa di Malibu di Tony Stark per attaccarlo. Loki quindi lancia il Norn Frost al Mandarino che si prepara ad attaccare. Iron Man salva Pepper Potts dando anche a lei un'armatura. Iron Man inizia quindi a combattere contro il Mandarino. Loki nel frattempo progetta di sovralimentare ulteriormente il Mandarino, ma il suo servitore Chitauri scivola e fa cadere le Norn Frost nelle fessure vicine. Iron Man usa il suo pugno sinistro dell'armatura per far cadere il Mandarino dal suo elicottero, e viene afferrato da Falcon che lo porta sull'elivelivolo. Iron Man parte con Pepper per andar a mangiare fuori da qualche parte. Spider-Man si ritrova improvvisamente su una piattaforma petrolifera offshore chiedendosi come ci sia arrivato.
Mentre il suo Specchio Scrying viene riparato dai suoi servitori Chitauri, Loki allunga la mano nel suo "specchio mentale" dove trova Iron Man e Iron Fist in cerca di Abominio. Loki trova Abominio sulla cima di un aereo di passaggio. Loki così "sovralimenta" Abominio. Dopo che Abominio ha distrutto l'aereo, Iron Man e Iron Fist salvano i passeggeri e li fanno atterrare in sicurezza sulla piattaforma petrolifera, nel frattempo Hulk arriva per combattere Abominio. Con l'aiuto di Iron Fist, Hulk lancia Abominio nell'oceano. Quando Loki pensa di Sovraccaricare Hulk per poterlo controllare, Hulk nota i suoi occhi astrali e gli dà un pugno.
Loki dichiara che i suoi piani sono quasi completi mentre i suoi servi Chitauri spazzano il pavimento. Sull'Elivelivolo dello S.H.I.E.L.D., Wolverine, Captain America e Vedova Nera fanno un appello a tutti i supercriminali prigionieri: Doctor Octopus, Venom, Abominio, Mandarino, Teschio Rosso e Wizard. Loki quindi comanda ai supercriminali, di nuovo sovralimentati, di saltare. Il costante salto fa cadere l'Elivelivolo sulla villa ricostruita di Tony Stark. I supercriminali si scatenano mentre Iron Man, Nick Fury, Vedova Nera, Captain America, Wolverine e Hulk li combattono. Thor arriva con Spider-Man. Dopo aver abbattuto il Dottor Octopus, Thor fa risalire la Norn Frost fino a Loki. Thor porta Iron Man e Spider-Man su Asgard per affrontare Loki mentre gli altri combattono i supercriminali.
All'arrivo di Thor, Iron Man e Spider-Man, Loki mangia tutto il Norn Frost in possesso e li combatte. Quando Loki scivola, Thor lancia il Mjolnir contro Loki mentre si incombe sul crepaccio. Thor quindi chiede a Loki di rimuovere il suo incantesimo e giurare di non disturbare mai più la pace di Midgard sotto la minaccia del martello. Loki si arrende quando l'incantesimo del Norn Frost svanisce e permette ai supercattivi di essere sconfitti. Thor dichiara che avrebbe informato Odino delle nefandezze di Loki. Loki implora Thor di non rivelarlo al padre o di dirgli che stava osservando lo Specchio magico da quando Odino gli ha portato via i suoi privatissimi privilegi 3 secoli fa. Dopo che Thor, Iron Man e Spider-Man se ne vanno, Loki cambia canale sullo Specchio magico prima che Hulk possa attaccarlo.
Sull'Elivelivolo dello S.H.I.E.L.D., i supercriminali vengono rinchiusi mentre pianificano la loro vendetta. Sul ponte dell'Elivelivolo, è stato menzionato che la villa di Iron Man è stata riparata e l'Elivelivolo è di nuovo funzionante. Per liberarsi di Spider-Man, Nick Fury consegna a Spider-Man una S.H.I.E.L.D. Security Card e una Spider-Bike. Mentre Spider-Man cavalca la ragnatela fuori dall'Elivelivolo, i supereroi celebrano la loro vittoria. Mentre l'Elivelivolo decolla, il fluido ragnatela si interrompe causando la caduta di Spider-Man e della Spider-Bike.
Nei post-crediti, J. Jonah Jameson sta visitando il carrello degli ordini di Stan Lee ordinando un hot dog. Spider-Man atterra in sicurezza nelle strade vicine mentre la sua Spider-Bike cade sul carrello di Stan. Ricevendo senape su di lui dall'incidente risultante, Jameson incolpa Spider-Man.

## Il ritorno degli Avengers
LEGO Marvel Super Heroes: Il ritorno degli Avengers (in originale Lego Marvel Super Heroes: Avengers Reassembled), noto anche come LEGO Supereroi Marvel: Vendicatori riuniti, è il secondo cortometraggio LEGO Marvel. Si tratta di una rivisitazione del film live action Avengers: Age of Ultron con alcuni elementi aggiuntivi come i personaggi di Ant-Man e dell'Uomo Ragno.
È stato trasmesso per la prima volta su Disney XD il 16 novembre 2015 ed è stato reso disponibile in lingua originale su Lego.com. Dal 18 novembre 2015 al 16 dicembre 2015 è stato pubblicato online in cinque parti sul canale YouTube LEGO. Il 13 ottobre 2017 è stato distribuito per intero sul canale YouTube Marvel HQ (dandogli come sottotitolo Avengers Take on Ultron!) e il 3 novembre sempre sullo stesso canale è stato re-distribuito ad episodi (Iron Man Throws a Surprise Party!, Captain America Gets Punny!, Hulk and Widow Kick Hydra Butt!, Iron Man Meets Iron Spider! e Giant Ultron Storms New York!). Il corto è disponibile in Italia su Netflix e Prime Video, mentre dal 15 al 19 novembre 2021 il canale YouTube LEGO ha pubblicato gli episodi in italiano.
La regia è di Rob Silvestri, con sceneggiatura di Mark Hoffmeier, musiche di Asher Lenz e Stephen Skratt, scenografia di Chi Woo Park e montaggio di Matt Ahrens. Come art director figura Andy Ng, mentre ha lavorato agli effetti speciali Dave Olivares. Il produttore del corto è Leo Martin, la co-produttrice è Kalia Cheng, mentre i produttori esecutivi sono Dan Buckley, Jason Cosler, Marianne Culbert, Alan Fine, Jeph Loeb, Joe Quesada, Jill Wilfert, Kallan Kagan. Figurano come co-produttori esecutivi Cort Lane e Stan Lee.

### Cast
- Laura Bailey: Vedova Nera
- Troy Baker: Occhio di Falco
- Eric Bauza: Amadeus Cho / Iron Spider
- Benjamin Diskin: Spider-Man
- Grant George: Ant-Man
- JP Karliak: Barone Strucker, Visione
- Jim Meskimen: Ultron
- Bumper Robinson: Falcon
- Roger Craig Smith: Captain America
- Fred Tatasciore: Hulk
- Travis Willingham: Thor, Calabrone
- Mick Wingert: Iron Man

### Cast italiano
- Domitilla D'Amico: Vedova Nera
- Gabriele Lopez: Occhio di Falco, Barone Strucker
- Alessandro Campaiola: Amadeus Cho / Iron Spider
- Davide Perino: Spider-Man
- Omar Vitelli: Ant-Man
- Nino D'Agata: Visione
- Stefano Alessandroni: Ultron
- Francesco Venditti: Falcon
- Fabrizio Pucci: Captain America
- Andrea Ward: Hulk
- Alessandro Quarta: Thor
- Giovanni Caravaglio: Calabrone
- Francesco Bulckaen: Iron Man

### Trama
Mentre gli Avengers (composti da Captan America, Thor, Iron Man, Hulk, Vedova Nera, Occhio di Falco e Visione) si preparano per una festa sulla Torre dei Vendicatori, Iron Man si comporta in modo strano. Captain America indaga e scopre che Ultron sta controllando la sua armatura. Iron Man quindi attacca i suoi compagni e fugge.
Ma mentre se ne va, Vedova Nera riesce ad attaccare un dispositivo di localizzazione sulla schiena di Iron Man. Captain America e Thor lo seguono mentre Visione rimane nel Quinjet. Avviene una battaglia con Captain America e Thor contro Iron Man. Mentre fugge, Visione scopre che Calabrone sta controllando l'armatura.
I Vendicatori chiamano Ant-Man e seguono Iron Man in un castello dell'Hydra a New York, dove combattono anche contro il Barone Strucker e gli agenti dell'Hydra. Hulk riporta Iron Man alla normalità, ma non ha ancora il controllo della sua armatura. Occhio di Falco lancia una freccia con Ant-Man verso Iron Man.
Mentre Iron Man si dirige verso l'elivelivolo dello S.H.I.E.L.D., Ultron lo obbliga a fare un'ultima cosa, rubare dei codici; Ant-Man, all'interno dell'armatura di Iron Man, sconfigge Calabrone. Iron Man scarica i codici Stark ed esce intenzionato a combattere contro i Vendicatori, ma Ant-Man, dopo aver rimosso il chip dall'armatura, dice a Thor di mandarla in cortocircuito con un fulmine del suo martello. Iron Man entra nell'Hulkbuster e aiuta gli Avengers a combattere Ultron. Arrivano Spider-Man e Iron Spider, con Calabrone (che ere rimasto intrappolato in una ragnatela) e dice che gli ha rivelato che Ultron ha rubato i codici di accesso per la Torre dei Vendicatori e Iron Man si rende conto che Ultron vuole controllare la Iron Legion. Iron Man e gli Avengers si dirigono subito verso la torre.
Ultron ottiene il controllo della Iron Legion e li raccoglie in una formazione aerea simile a sé stesso. Iron Man spara Ant-Man contro Ultron, che gli entra nella testa e strappa diversi fili, causando il malfunzionamento di Ultron e il conseguente collasso.
Gli Avengers riprendono la loro festa e Iron Man fa il suo annuncio che ha menzionato all'inizio: i Vendicatori hanno un loro nuovo membro, Falcon, lasciando deluso però Ant-Man che pensava di essere lui. I Vendicatori continuano a fare festa, fino a quando Hulk non sbatte accidentalmente contro una vetrata che cade su un'auto.
Dopo i titoli di coda, Iron Man ha usato le parti di Ultron per creare una macchina per erogare il ghiaccio con grande sgomento di Vedova nera.

## Guardiani della Galassia - La minaccia di Thanos
LEGO Marvel Super Heroes: Guardiani della Galassia - La minaccia di Thanos (in originale Lego Marvel Super Heroes - Guardians of the Galaxy: The Thanos Threat), è il terzo cortometraggio LEGO Marvel. In questo cortometraggio si aggiunge alla coproduzione dei primi 4 corti anche la Pure Imagination Studios.
È stato trasmesso per la prima volta su Disney XD il 9 dicembre 2017. Il 17 novembre 2017 è stato pubblicato sul canale YouTube TVLine. In Italia il corto è stato pubblicato da 29 novembre 2021 al 3 dicembre 2021 sul canale YouTube LEGO ha pubblicato diviso in 5 episodi.
La regia e il montaggio sono di Michael D. Black, con soggetto e sceneggiatura di Mark Hoffmeier, musiche di David e Eric Wurst e storyboard di Frank Forte e Alex Stevens. Come art director figura Franck Louis-Marie, mentre ha lavorato agli effetti speciali Dave Olivares. I produttori del corto sono Leslie Barker e Joshua Wexler, i produttori esecutivi sono Dan Buckley, Jason Cosler, Cort Lane, Robert May, Joe Quesada, Jill Wilfert. Figura come produttrice di linea Jazmin Playtis e come co-produttore esecutivo Stan Lee.

### Cast
- Jonathan Adams: Ronan l'accusatore
- Trevor Devall: Rocket Raccoon
- Will Friedle: Star-Lord
- Jennifer Hale: Mantis
- Vanessa Marshall: Gamora
- Kevin Michael Richardson: Groot
- Isaac C. Singleton Jr: Thanos
- David Sobolov: Drax il Distruttore
- Cree Summer: Nebula
- James Arnold Taylor: Yondu
- Travis Willingham: Thor
- Stan Lee: Passeggero

### Cast italiano
- Fabio Boccanera: Ronan l'accusatore
- Christian Iansante: Rocket Raccoon
- Daniele Giuliani: Star-Lord
- Letizia Scifoni: Gamora
- Massimo Corvo: Groot
- Davide Marzi: Thanos
- Nino Prester: Drax il Distruttore
- Irene Di Valmo: Nebula
- Alberto Bognanni: Yondu
- Alessandro Quarta: Thor

### Trama
I Guardiani della Galassia sono in missione per consegnare la Pietra Creante, un manufatto che permette a chi l'impugna di costruire qualsiasi arma, agli Avengers, mentre cercano di eludere Yondu e i Ravagers, i quali a loro volta avevano rubato la pietra da Ronan l'accusatore. Con una manovra della loro astronave i Guardiani riescono a levarsi dalla coda Yondu e tentano di fuggire, ma vengono raggiunti da Ronan e Nebula, che stanno lavorando per Thanos, tramite un portale. I Guardiani approfittano di un litigio tra Ronan e Yondu per fuggire, tuttavia Rocket Raccoon, Drax e il piccolo Groot cadono nel portale, lasciando così a Peter Quill e Gamora la pietra da consegnare; questi ultimi vengono attaccati da Ronan, che viene poi sconfitto, e da Yondu, il quale riesce a rubare la pietra.
Gamora precipita sulla base di Thanos dove si ricongiunge con Drax, che sta cercando di distruggere il Titano Pazzo. I due combattono contro Thanos e fuggono. Quill riesce a trovare Rocket, ma vengono messi con le spalle al muro da Ronan, Yondu e Taserface. I nemici vengono sconfitti da Groot, sovraccarico di raggi gamma, però Yondu e Ronan fuggono con la Pietra Creante. Mantis, grazie ai suoi poteri, riporta Groot alla normalità e lui, Rocket, e Quill si uniscono nel perseguire i cattivi.
Thanos tenta di fare il GCL (Grande Cannone Laser) con la Pietra Creante, ma lui, Ronan e Nebula si trovano contro Quill, Rocket, Groot, e Mantis. Gamora e Drax si uniscono successivamente alla battaglia. Rocket prende il controllo del GCL creando con la Pietra un telecomando, mentre Quill manda Nebula, Romani e Thanos in un portale con il telecomando di Nebula. Ronan e Nebula fuggono da un mostro spaziale, con Thanos che dice "vi accuso di essere due fallimenti".
Quill consegna la Pietra Creante a Thor, mentre Rocket decide di tenersi GCL; infine, i due si recano sulla Terra a mangiare in una pasticceria.

## Black Panther - Trouble in Wakanda
LEGO Marvel Super Heroes - Black Panther: Trouble in Wakanda, noto anche semplicemente come LEGO Marvel Super Hero: Black Panther - Wakanda è nei guai, è il quarto cortometraggio LEGO Marvel, pubblicato nel 2018. La trama si incentra su Black Panther e i suoi alleati che devono sventare un attacco alle miniere di Vibranio del Wakanda da parte di Thanos, Klaw e Killmonger. Il corto è disponibile in Italia su Netflix e Prime Video.
La regia è di Michael D. Black, mentre James Mathis III doppia il protagonista Black Panther. L'antagonista Erik Killmonger è doppiato invece da Keston John.

## Spider-Man - Vexed by Venom
LEGO Marvel Spider-Man: Vexed by Venom è il quinto cortometraggio LEGO Marvel. Il corto si concentra su un attacco di Goblin e Venom a New York City e sulle avventure dell'Uomo Ragno per fermarli. Pubblicato negli Stati Uniti nell'agosto 2019 a puntate su YouTube e trasmesso integralmente su Disney XD, è stato reso disponibile in Italia a dicembre 2019 sul canale YouTube ufficiale Marvel HQ.
La regia del cortomentraggio è di Ken Cunningham e Andrew Duncan, mentre il protagonista titolare è stato doppiato da Robbie Daymond.

## Avengers - Climate Conundrum
LEGO Marvel Avengers: Climate Conundrum è il sesto cortometraggio LEGO Marvel, reso disponibile dalla LEGO nel 2020 e trasmesso in patria sul canale Disney XD in 4 episodi tra il 1º e il 22 novembre. La trama del corto vede i Vendicatori affrontare Teschio Rosso e l'A.I.M. per sventare il loro attacco terroristico climatico.
La regia è affidata a Ken Cunningham.

## Avengers - Loki in Training
LEGO Marvel Avengers: Loki in Training è il settimo cortometraggio LEGO Marvel. Il cortometraggio vede Loki abbandonare i suoi modi malvagi e tentare di unirsi ai Vendicatori. È il primo corto ad essere stato distribuito attraverso la piattaforma di streaming Disney+, il 1º novembre 2021.
Randi Rodrigues è alla regia, mentre Bill Newton doppia il protagonista Loki.

## Avengers - Time Twisted
LEGO Marvel Avengers: Time Twisted è l'ottavo cortometraggio LEGO Marvel, nonché il secondo ad essere stato pubblicato attraverso la piattaforma di streaming Disney+. Nel corto i Vendicatori devono affrontare Thanos il quale, dopo aver rubato il tunnel quantico, minaccia di modificare il passato. Il cortometraggio è stato pubblicato su YouTube il  21 gennaio 2022.
Regista del corto è ancora Randi Rodrigues, mentre Ken Cunningham è supervisore all'animazione. La sceneggiatura è affidata a Gavin Hignight.